# Dracula (film 1958)
Dracula (org. Dracula lub Horror of Dracula) – brytyjski horror z 1958 roku, będący jedną z wielu adaptacji powieści Drakula Brama Stokera. Film został wyprodukowany przez brytyjskie studio Hammer Film Productions.

## Fabuła
Jonathan Harker, pod pretekstem współpracy przybywa do zamku hrabiego Draculi. Faktycznym celem wizyty jest jednak unicestwienie siejącego grozę wampira. Jednak Dracula odkrywa intencje Jonathana. Żądny zemsty, wyrusza na poszukiwanie jego narzeczonej, Lucy. Na szczęście w sprawę angażuje się doktor Van Helsing, współpracownik Harkera i wybitny znawca tematyki wampirycznej.

## Obsada
- Christopher Lee – hrabia Dracula
- John Van Eyssen – Jonathan Harker
- Olga Dickie – Gerda
- Melissa Stribling – Mina Holmwood
- Barbara Archer – Inga
- Peter Cushing – doktor Abraham Van Helsing
- Janina Faye – Tania
- Charles Lloyd Pack – doktor John Seward
- Michael Gough – Arthur Holmwood
- Carol Marsh – Lucy
- Paul Cole – Lad
- Geoffrey Bayldon – Porter
- Miles Malleson – Undertaker
- George Woodbridge – Landlord